# 三信技研
三信技研（さんしんぎけん）は、かつて存在していた自転車ハブの製造メーカー。サンシン (Sansin) 、Sunshineのブランド名を持つ。長野県松本市に所在していた。
マエダ工業が展開していたサンツアーブランドのハブの一部は三信技研の製品であり、スギノテクノ、吉貝機械金属などとともに、サンツアーブランドの一角を担っていた。
主要な製品には、トラック競技用のProfessinalやトラック競技練習用でスプロケットが2枚取り付け可能なProfessinal Cadenceなどがある。